# فرانشيسكو لوكاتلي
فرانشيسكو لوكاتلي (بالإيطالية: Francesco Locatelli)‏ (مواليد 9 مارس 1920 - الوفاة 12 ديسمبر 1978) كان دراج إيطالي. فاز بطواف بولندا في سنة 1949.

## روابط خارجية
- فرانشيسكو لوكاتلي على موقع أرشيف الدراجات (الإنجليزية)
- فرانشيسكو لوكاتلي على موقع إحصائيات الدراجات الإحترافية (الإنجليزية)
- فرانشيسكو لوكاتلي على موقع CycleBase (الإنجليزية)